# Journée mondiale des zones humides
La Journée mondiale des zones humides (JMZH) est une journée internationale qui chaque année, le 2 février, depuis 1997, est consacrée à la sensibilisation du grand public aux zones humides. Elle célèbre l'anniversaire de la signature de la convention de Ramsar en Iran, par 157 pays, le 2 février 1971. Autour de cette date (et parfois pendant un mois), de très nombreuses animations sont organisées dans le monde entier.
Marquant le début de prise de conscience internationale pour la protection de la biodiversité, cette convention prévoit la désignation de sites dans le monde et chapeaute chaque année les JMZH relayées par différents établissements publics, associations, collectivités territoriales ou entreprises.

## Thèmes
Chaque année, à l'initiative du bureau de Ramsar, des organismes gouvernementaux, des organisations non gouvernementales et des groupes de citoyens,à tous les niveaux de la société, sont incités à participer, dont en lancer des actions de sensibilisation du public (sorties nature, conférences, webinaires, expositions, randonnées…) pour montrer ou rappeler les valeurs et bénéfices des zones humides en général, et de la convention de Ramsar, à l'occasion de la Journée mondiale des zones humides.
Pour ce faire, la Convention fixe depuis 1998 un thème ou un message privilégié et fournit aux organisateurs d'évènements des visuels en plusieurs langues: brochure, affiche, slogan, jeux, bandes dessinées… En général, le thème choisi fait l'objet de réflexions lors des conférences des parties de la convention de Ramsar.
- 2024 : « Les zones humides : sources de bien-être humain ».
- 2023 : « Revitaliser et restaurer les zones humides dégradées » (un enjeu majeur du XXIe siècle)[4].
- 2022 : « Agir pour les zones humides, c'est agir pour l'humanité et la nature ».
- 2021 : « Les zones humides et l'eau ». La Convention de Ramsar fête ses 50 ans.
- 2020 : « Zones humides et biodiversité ».
- 2019 : le thème de la journée, choisi par le bureau de la Convention de Ramsar, porte sur « Zones humides et changement climatique ».
- 2018 : « Les zones humides pour un avenir urbain durable », thème en lien avec celui de la 13e Conférence des Parties de 2018 (à Dubaï)[5].
- 2017 : « Les zones humides pour notre avenir : la prévention des risques de catastrophe », thème choisi pour montrer l'utilité des zones humides face aux catastrophes comme les inondations, les submersions marines, les sécheresses, les incendies de tourbe, les tempêtes tropicales, etc.[6]Il y a eu 1 645 animations dans le monde et, en France, le bilan est de 641 animations et 28 000 participants[7].
- 2016 : « Les zones humides pour notre avenir : modes de vie durables »[8], thème choisi pour montrer l'utilité des zones humides pour assurer un futur à l’humanité, notamment au travers des services rendus par ces milieux dans la réalisation des objectifs de développement durable par exemple[9]. Il y a eu 1 349 animations dans le monde et, en France, le bilan est de 626 animations et 14 000 participants[10].
- 2015 : « Les zones humides pour notre avenir »[11], en lien avec la 12e conférence des parties de Ramsar (Punta del Este, Uruguay, 2015)[12].
- 2014 : « Les zones humides et l'agriculture »[13], en lien avec l'Année internationale de l'agriculture familiale proclamée par l'ONU[14].
- 2013 : « Les zones humides et la gestion de l'eau »[15], en lien avec l'Année internationale de la coopération dans le domaine de l’eau proclamée par l'ONU[16].
- 2012 : « Les zones humides, le tourisme et les loisirs »[17].
- 2011 : « Les zones humides et les forêts » (40e anniversaire de la convention de Ramsar)[18].
- 2010 : « Soigner les zones humides, une réponse au réchauffement climatique »[19].
- 2009 : « “D'amont en aval” : les zones humides nous relient les uns aux autres »[20].
- 2008 : « Notre santé dépend des zones humides »[21] ; en plus d'être des réservoirs de biodiversité, ces milieux sont également des véritables stations d'épuration, réservoirs de nourriture et fournisseurs de plantes médicinales.
- 2007 : « Du poisson pour demain ? »
- 2006 : « Avenir en danger »
- 2005 : « La diversité des zones humides est un trésor - ne le gaspillons pas ! »
- 2004 : « Des montagnes à la mer : des zones humides qui travaillent pour nous »
- 2003 : « Pas de zones humides, pas d'eau ! », en lien avec l'Année internationale de l'eau douce
- 2002 : « Zones humides : eau, vie et culture »
- 2001 : « Des zones humides en bonne santé pour des gens en bonne santé »
- 2000 : « Célébrons nos zones humides d'importance internationale »
- 1999 : « L’Homme et les zones humides – un lien vital »
- 1998 : « Une toute petite goutte d'eau »
- 1997 : Pas de message ou de thème pour la première Journée mondiale des zones humides